# Unirea
Unirea es una comuna ubicada en el distrito de Dolj, Rumania.

## Superficie
Posee una superficie de 47,96 kilómetros cuadrados.

## Demografía
Hasta 2021 la población era de 3350 habitantes, con una densidad de población de 69,85 habitantes por kilómetro cuadrado.